# Lista dos vídeos online mais vistos nas primeiras 24 horas
Esta lista de vídeos mais vistos nas primeiras 24 horas contém os principais vídeos que receberam o maior número de visualizações em até 24 horas após o lançamento oficial em todo o mundo. Cada plataforma utiliza métricas diferentes para contabilizar as visualizações: o Instagram considera uma visualização quando o vídeo é assistido por pelo menos três segundos, o Facebook adota o mesmo critério e o YouTube registra as visualizações a partir de 30 segundos de reprodução.

## Lista de vídeos
No Dia da Mentira em 2024, o Discord lançou uma “loot box” que poderia ser aberta um número ilimitado de vezes para receber nove itens temáticos de videogame. O vídeo do YouTube que acompanhou esta piada de 1º de abril chamado “Discord Loot Boxes are Here”, foi reproduzido repetidamente no aplicativo do Discord atingindo 1,4 bilhões de visualizações em menos de 24 horas após seu upload. No entanto, em 5 de abril de 2024, o YouTube redefiniu as visualizações do vídeo, os números inflados haviam sido resultado de "viewbotting".
Trailers de filmes, séries, jogos e videoclipes musicais estão organizados em listas separadas.
| Pos.                                     | Título                                                                                               | Postado por                     | Plataforma           | Visualizações (milhões) | Data de lançamento     | Ref(s)               |
| ---------------------------------------- | --- | ------------------------------- | -------------------- | ----------------------- | ---------------------- | -------------------- |
| 1.                                       | Rings' Prank                                                                                         | Paramount Pictures              | Facebook             | 200.0                   | 23 de janeiro de 2017  | [ 3 ]                |
| 2.                                       | "❤️‍🔥Tay's 12th album is called..." The Life of a Showgirl® album announcement                         | Taylor Swift + New Heights Show | Instagram            | 167.0                   | 12 de agosto de 2025   | [ 4 ]                |
| 3.                                       | "O PIX está unindo o povo"                                                                           | Nikolas Ferreira                | Instagram            | 156.0                   | 14 de janeiro de 2025  | [ 5 ]                |
| 4.                                       | Eva.Stories                                                                                          | Mati and Maya Kochavi           | Instagram            | 120.0                   | 1 de maio de 2019      | [ 6 ]                |
| 5.                                       | "O maior escândalo da história do Brasil"                                                            | Nikolas Ferreira                | Instagram            | 105.0                   | 6 de maio de 2025      | [ 7 ]                |
| 6.                                       | Grand Theft Auto VI Trailer 1                                                                        | Rockstar Games                  | YouTube              | 90.6                    | 04 de dezembro de 2023 | [ 8 ]                |
| 7.                                       | Manchild Teaser                                                                                      | Sabrina Carpenter               | X (formerly Twitter) | 86.0                    | 02 de junho de 2025    | [ 9 ]                |
| 8.                                       | "Cleópatra Makeup"                                                                                   | Camila Pudim                    | TikTok               | 84.0                    | 5 de junho de 2025     | [ 10 ]               |
| 9.                                       | "Seus problemas resolvidos"                                                                          | Nikolas Ferreira                | Instagram            | 79.3                    | 6 de fevereiro de 2025 | [ 1 ]                |
| 10.                                      | "Estão mentindo pra você."                                                                           | Erika Hilton                    | Instagram            | 77.7                    | 18 de janeiro de 2025  | [ 11 ] [ 12 ] [ 13 ] |
| 11.                                      | "And the winner of Best Female Actor -Motion Picture - Drama is Fernanda Torres for I'm Still Here!" | Golden Globes                   | Instagram            | 71.9                    | 06 de janeiro de 2025  | [ 14 ]               |
| 12.                                      | "The epic conclusion comes to theaters this November. Watch the #WickedForGood trailer now 🧹🫧"     | wickedmovie                     | Instagram            | 62.0                    | 04 de junho de 2025    | [ 15 ]               |
| 13.                                      | Watch the uncensored moment Will Smith smacks Chris Rock on stage at the Oscars                      | The Guardian News               | YouTube              | 59.0                    | 28 de março de 2022    | [ 16 ]               |
| 14.                                      | Chewbacca Mask Lady                                                                                  | Candace Payne                   | Facebook             | 50.0                    | 16 de maio de 2016     | [ 17 ]               |
| Última atualização: 12 de Agasto de 2025 | |                                 |                      |                         |                        |                      |

## Lista de videoclipes
Entre os dez videoclipes mais vistos em 24 horas após o lançamento, o grupo sul-coreano BTS possui 5 dos 10 vídeos mais vistos em um período de 24 horas, seguido pelo grupo feminino sul-coreano Blackpink, que possui 3 dos vídeos mais vistos.
| Pos.                                      | Título                | Artista                         | Plataforma | Visualizações (milhões) | Data de lançamento     | Ref(s) |
| ----------------------------------------- | --------------------- | ------------------------------- | ---------- | ----------------------- | ---------------------- | ------ |
| 1.                                        | "Butter"              | BTS                             | YouTube    | 112.1                   | 21 de maio de 2021     | [ 18 ] |
| 2.                                        | "Dynamite"            | BTS                             | YouTube    | 101.1                   | 21 de agosto de 2020   | [ 19 ] |
| 3.                                        | "Pink Venom"          | Blackpink                       | YouTube    | 90.4                    | 19 de agosto de 2022   | [ 20 ] |
| 4.                                        | "How You Like That"   | Blackpink                       | YouTube    | 86.3                    | 26 de junho de 2020    | [ 21 ] |
| 5.                                        | "Ice Cream"           | Blackpink (ft. Selena Gomez)    | YouTube    | 79.0                    | 28 de agosto de 2020   | [ 22 ] |
| 6.                                        | "Boy with Luv"        | BTS (ft. Halsey)                | YouTube    | 74.6                    | 12 de abril de 2019    | [ 23 ] |
| 7.                                        | "Lalisa"              | Lisa                            | YouTube    | 73.6                    | 10 de novembro de 2021 | [ 24 ] |
| 8.                                        | "Permission to Dance" | BTS                             | YouTube    | 72.3                    | 09 de julho de 2021    | [ 25 ] |
| 9.                                        | "Life Goes On"        | BTS                             | YouTube    | 71.6                    | 20 de novembro de 2020 | [ 26 ] |
| 10.                                       | "Me!"                 | Taylor Swift (ft. Brendon Urie) | YouTube    | 65.2                    | 26 de abril de 2019    | [ 27 ] |
| Última atualização: 16 de Janeiro de 2025 |                       |                                 |            |                         |                        |        |

## Lista de trailers filmes/séries
A divisão da The Walt Disney Company que produz filmes, peças de teatro e musicais possui 8 dos 10 trailers mais visto em um período de 24 horas.
| Pos.                                      | Filme                                     | Distribuidora         | Visualizações (milhões) | Lançamento              | Ref.   |
| ----------------------------------------- | ----------------------------------------- | --------------------- | ----------------------- | ----------------------- | ------ |
| 1.                                        | Deadpool & Wolverine                      | Walt Disney Studios   | 365.5                   | 11 de fevereiro de 2024 | [ 28 ] |
| 2.                                        | Spider-Man: No Way Home                   | Walt Disney Studios   | 355.5                   | 23 de agosto de 2021    | [ 29 ] |
| 3.                                        | Avengers: Endgame                         | Walt Disney Studios   | 289.0                   | 7 de dezembro de 2018   | [ 30 ] |
| 4.                                        | Avengers: Endgame                         | Walt Disney Studios   | 268.0                   | 14 de março de 2019     | [ 31 ] |
| 5.                                        | The Lord of The Rings: The Rings of Power | Amazon Studios        | 257.0                   | 13 de fevereiro de 2022 | [ 32 ] |
| 6.                                        | Avengers: Infinity War                    | Walt Disney Studios   | 230.0                   | 29 de novembro de 2017  | [ 33 ] |
| 7.                                        | O Rei Leão                                | Walt Disney Studios   | 224.6                   | 22 de novembro de 2018  | [ 34 ] |
| 8.                                        | It                                        | Warner Bros. Pictures | 197.0                   | 29 de março de 2017     | [ 35 ] |
| 9.                                        | Avengers: Infinity War                    | Walt Disney Studios   | 179.0                   | 16 de março de 2018     | [ 36 ] |
| 10.                                       | O Rei Leão                                | Walt Disney Studios   | 174.0                   | 10 de abril de 2019     | [ 37 ] |
| Última atualização: 16 de janeiro de 2025 |                                           |                       |                         |                         |        |

## Recordista histórico
A lista a seguir lista os recordistas de todas as plataformas.
| Rings' Prank                                                                 | Facebook  | 200.0 | 23 de janeiro de 2017 | [ 3 ] |
| "❤️‍🔥Tay's 12th album is called..." The Life of a Showgirl® album announcement | Instagram | 167.0 | 12 de agosto de 2025  |       |
| Última atualização: 12 de agosto de 2025                                     |           |       |                       |       |